# Katya (genre)
Pour l’article homonyme, voir Katya.
Genre
Katya est un genre d'araignées aranéomorphes de la famille des Salticidae.

## Distribution
Les espèces de ce genre sont endémiques d'Indonésie.

## Liste des espèces
Selon World Spider Catalog (version 18.0, 14/04/2017) :
- Katya florescens Prószyński & Deeleman-Reinhold, 2010
- Katya ijensis Prószyński & Deeleman-Reinhold, 2010
- Katya inornata Prószyński & Deeleman-Reinhold, 2010

## Étymologie
Ce genre est nommé en l'honneur d'Ekaterina Mikhailovna Andreeva en référence au diminutif de son prénom d'origine, Katarzyna.

## Publication originale
- Prószyński & Deeleman-Reinhold, 2010 : Description of some Salticidae (Araneae) from the Malay Archipelago. I. Salticidae of the Lesser Sunda Islands, with comments on related species. Arthropoda Selecta, vol. 19, no 3, p. 153-188 (texte intégral).